# Bazion
Bazion sau basion (Basion) este un punct craniometric situat la mijlocul marginii anterioare a găurii mari a occipitalului; este opus opistionului.